# 沃斯大道

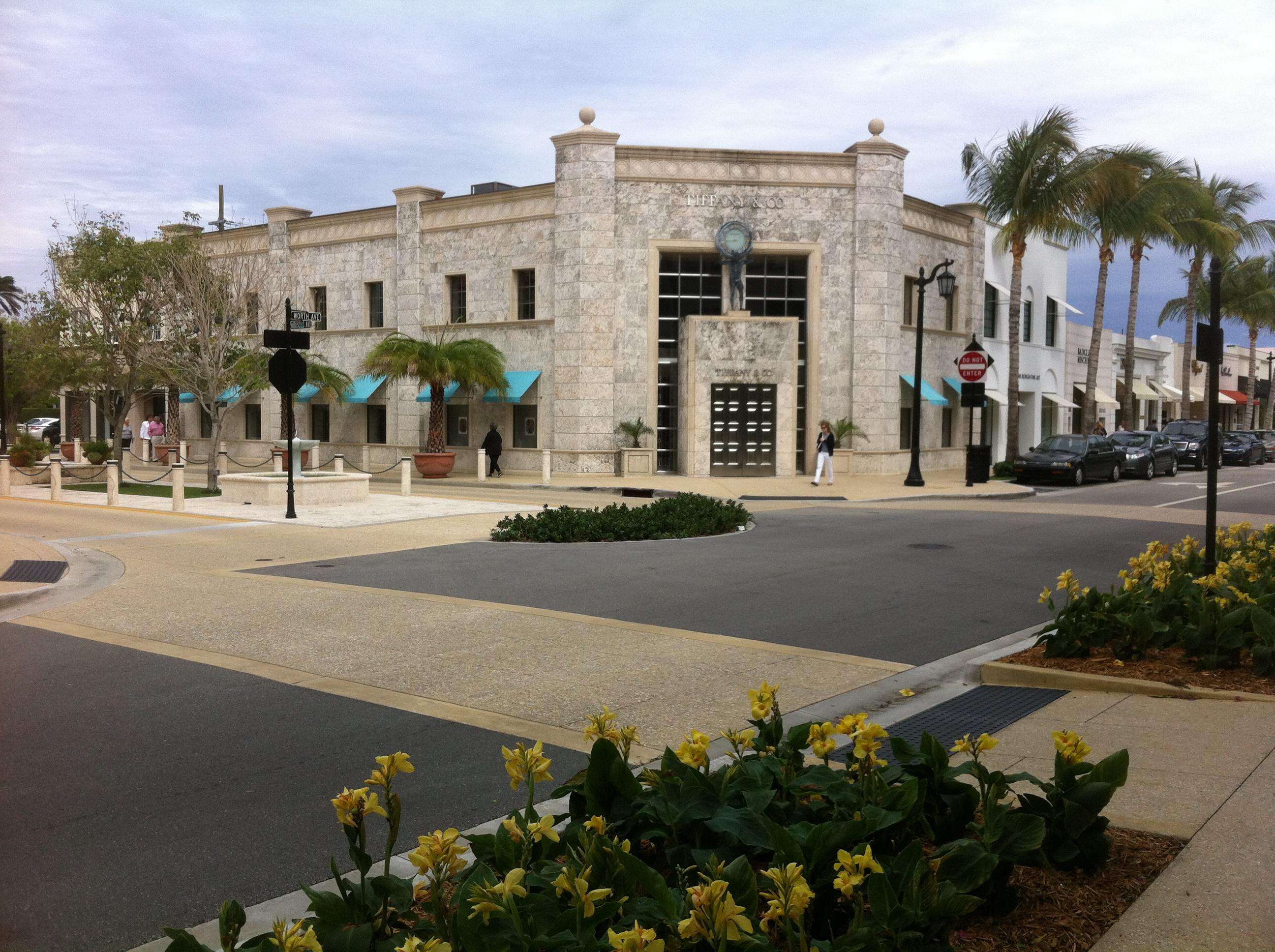
沃斯大道與木槿大道交界

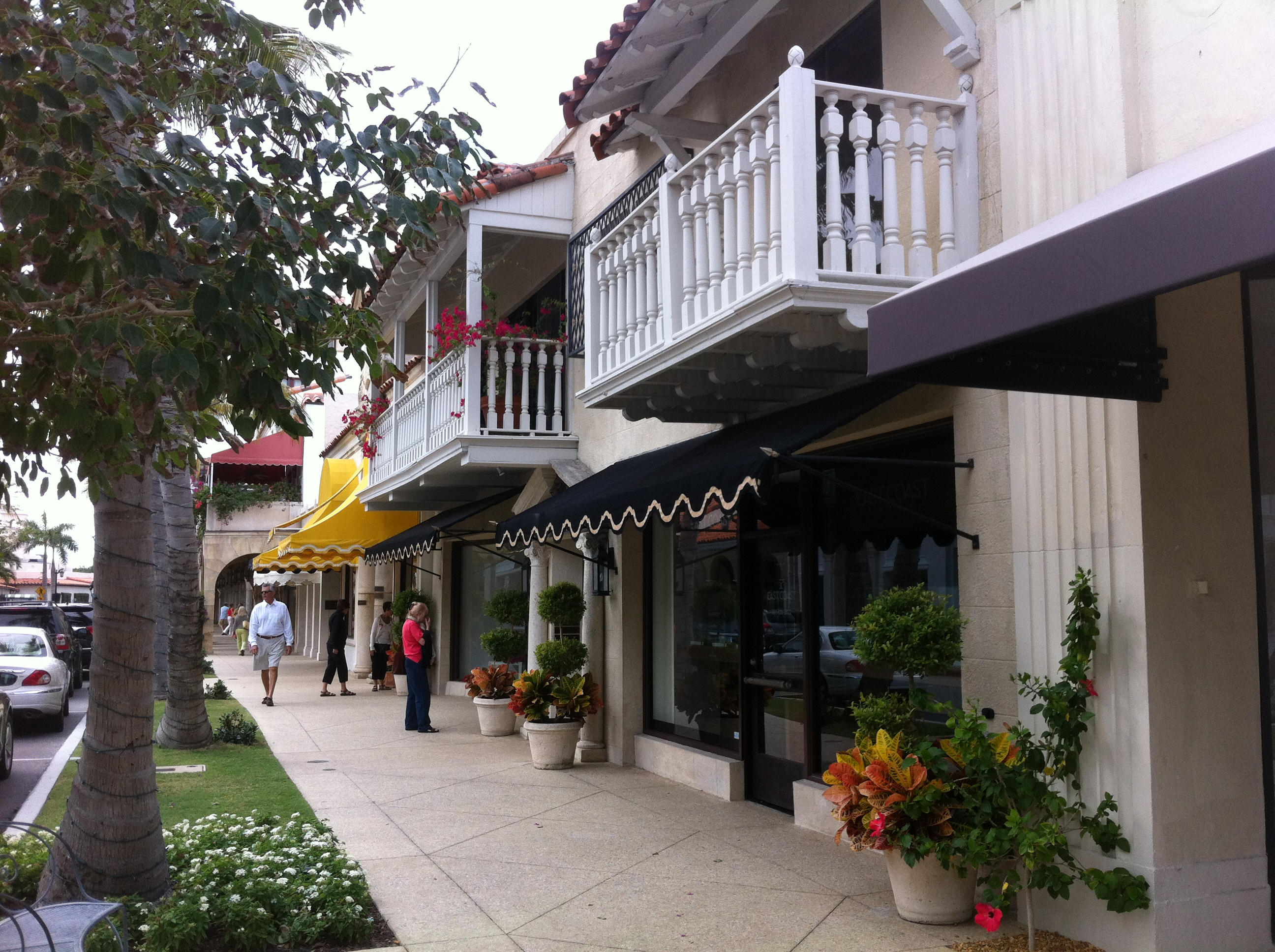
沃斯大道的人行道

沃斯大道（英語：Worth Avenue），是美国佛罗里达州棕榈滩一个高档的购物区，从沃斯湖到大西洋延伸四个街块。这条街有时称为佛罗里达州的罗迪欧大道（Rodeo Drive）。
沃斯大道也包括两侧的小巷Vias，这些行人专用区使沃斯大道拥有独特的购物体验。

## 伸延閱讀
- . DK Eyewitness Travel Guides. 2004: 115.

26°42′01″N 80°02′20″W / 26.7004°N 80.0388°W